# Zdrojki-Chojnowo
Zdrojki-Chojnowo (prononciation : [ˈzdrɔi̯ki xɔi̯ˈnɔvɔ]) est un village polonais de la gmina de Lubowidz dans le powiat de Żuromin de la voïvodie de Mazovie dans le centre-est de la Pologne.

## Histoire
De 1975 à 1998, le village appartenait administrativement à la voïvodie de Ciechanów.